# Maria Ksawera Bolewska
Maria Ksawera Eufrozyna Bolewska (ur. 27 października 1810 w Żydowie, pod Włocławkiem - zm. w 1877 w Kościanie) – nauczycielka, działaczka patriotyczna i kobieca, zwolenniczka towianizmu.

## Życiorys
Pochodziła z rodziny ziemiańskiej, córka Michała i Elżbiety z Klichowskich. Miała brata - emigranta i powstańca styczniowego Ksawerego Bolewskiego (1811–1863) i siostrę Elżbietę, żonę Antoniego Karola Stamma (1823-1874). Po otrzymaniu wykształcenia domowego zamieszkała w domu zamożnych krewnych Bnińskich w Samostrzelu w Wielkopolsce. Tu weszła w patriotyczne kółko kobiece skupione wokół Emilii Szczanieckiej i Bibiany Moraczewskiej. Wraz ze Szczaniecką i Konstancją Łubieńską jesienią 1843  odbyła podróż po Anglii i Francji. W Paryżu, w którym zatrzymała się u swego brata Ksawerego, zetknęła się z koncepcjami Andrzeja Towiańskiego. Stała się wówczas ich gorącą zwolenniczką i propagatorką. Poznała tam również Benignę Małachowską. Po powrocie do Wielkopolski pracowała jako nauczycielka domowa m.in. w domu Rzewuskich. W 1844 nawiązała kontakt z Narcyzą Żmichowską i Pauliną Zbyszewską tym samym wchodząc w krąg grupy Entuzjastek. Podczas Wiosny Ludów i powstania wielkopolskiego 1848 roku weszła w skład Dyrekcji Opieki dla Rannych - pełniła wówczas jako pielęgniarka w lazaretach w Śremie i Miłosławiu. W 1853 została przez władze pruskie wydalona z kraju jako cudzoziemka podejrzana o kontakty z emigracją. Wyjechała wówczas do Paryża, gdzie pracowała jako nauczycielka, była również współpracowniczką pisma "Szkoła polska", wydawanego przez Towarzystwo Pedagogiczne pod redakcją Ewarysta Estkowskiego. Prowadziła też szeroką działalność charytatywną, opiekując się najuboższym emigrantami. Od 1860 wychowywała i opiekowała się dziećmi swego brata Ksawerego osieroconego przez matkę a niebawem także przez ojca. W 1871 roku powróciła do Wielkopolski i ostatnie lata spędziła w Miłosławiu w domu Mielżyńskich. Po nagłej śmierci została pochowana w Kościanie.

## Literatura
- Helena Łuczak-Kozerska, Bolewska Marja Ksawera Eufrozyna (1810- 1877), Polski Słownik Biograficzny, t. 2, s.286